# Maskwacis
Maskwacis (nommé Hobbema jusqu'au 31 décembre 2013) est un secteur non constitué en municipalité situé dans le centre de la province canadienne d'Alberta, à 70 kilomètres au sud d'Edmonton. Il est formé d'un hameau imbriqué dans le comté de Ponoka, des réserves indiennes de Ermineskin 138 et Louis Bull 138B au nord ainsi que de celles de Samson 137, Samson 137A et Montana 139 au sud. 
Lors du recensement du Canada de 2016, la population du hameau est de 60 personnes. 